# Blackburn Firebrand
Le Firebrand Blackburn était un avion d'attaque monomoteur conçu conformément à l'Air Ministry Specification (en) N.11/40 par Blackburn Aircraft. Il a été conçu autour du moteur Napier Sabre III 24 cylindres en H, comme chasseur pour la Royal Navy.

## Développement
Les travaux sur les B-37 Firebrand ont progressé lentement. Un prototype sans armes effectua son premier vol le 27 février 1942, le Firebrand F Mk I, second prototype armé, a volé le 15 juillet de la même année. Le moteur Napier Sabre, qui était également utilisé dans le Hawker Typhoon, un chasseur en production, a été choisi. Un nouveau moteur était nécessaire, ainsi que les transformations de la cellule pour l'y intégrer. En plus de ces modifications, il a été jugé opportun de transformer le Firebrand en avion d'attaque capable de transporter torpilles, bombes et roquettes ainsi que d'engager des combats air-air. Seulement neuf avions F Mk I de production furent construits. The Firebrand était inhabituel : il avait un indicateur de vitesse montée à l'extérieur de l'habitacle de sorte que, lors de l'atterrissage, le pilote n'avait pas à regarder vers le bas, dans le cockpit, pour lire l'instrument, préfigurant le développement des affichages modernes tête-haute.
Au moment où les essais de service étaient en cours, la Fleet Air Arm exploitait le Supermarine Seafire comme un chasseur embarqué et un nouveau rôle de bombardier-torpilleur fut alors envisagé pour le Firebrand. La première version d'attaque, le Fireband TF Mk.II (B-45), une adaptation du Mk.I a volé le 31 mars 1943. Il comprenait une voilure légèrement augmentée pour permettre l'emport d'une torpille placée entre les jambes principales du train d'atterrissage rétractable. Comme le Mk I le TF Mk II a eu une production limitée de 12 unités, et fut suivi du TF Mk. III doté du moteur en étoile Bristol Centaurus VII. Après le premier vol le 21 décembre 1943, des problèmes se sont posés : le moteur produisait un couple de renversement plus important que le Sabre et les commandes de gouvernail étaient inefficaces au décollage. Le  TF Mk. III  fut déclaré incompatible pour les opérations embarquées et les travaux se sont orientés vers une cellule mieux adaptée au Centaurus. L'avion avait tué deux pilotes d'essai lorsque après six mois de modifications Dennis Cambell réussit le premier appontage.
Le Firebrand TF Mk. IV (B-46), nouveau développement, emportait le nouveau moteur Centaurus IX, avec une surface d'empennage augmentée pour une meilleure stabilité à faible vitesse. Le gouvernail de direction était à compensation à corne débordante et les ailes étaient munies d'aérofreins sur l'intrados et l'extrados. Le premier vol du TF Mk. IV eut lieu le 17 mai 1945. Ce fut la première version du Firebrand à être produit en série avec 102 unités fabriquées. Le suivant, le TF.5 comportait de légères améliorations aérodynamiques et fut aussi produit en masse avec 68 unités entrées en service ; 40 TF IV furent convertis en TF.V.
La dernière version produite fut le Firebrand TF Mk. 5A.

## Histoire opérationnelle
Le Firebrand ne prit aucune part à la Seconde Guerre mondiale mais est resté en service en première ligne dans les escadres de la Fleet Air Arm sur les porte-avions de la Royal Navy jusqu'en 1953.

## Opérateurs
Royaume-Uni
- Royal Navy Fleet Air Arm
  - 700 Naval Air Squadron
  - 703 Naval Air Squadron
  - 708 Naval Air Squadron (en)
  - 736 Naval Air Squadron
  - 738 Naval Air Squadron (en)
  - 759 Naval Air Squadron (en)
  - 764 Naval Air Squadron (en)
  - 767 Naval Air Squadron (en)
  - 778 Naval Air Squadron (en)
  - 787 Naval Air Squadron (en)
  - 799 Naval Air Squadron (en)
  - 813 Naval Air Squadron (en) (1945-1953)
  - 827 Naval Air Squadron (en) (1950-1953)

### Développement lié
- Blackburn B-48 Firecrest

### Aéronefs comparables
- Boeing XF8B
- Curtiss XBTC
- Douglas A-1 Skyraider
- Douglas XTB2D Skypirate
- Hawker Sea Fury
- Fairey Spearfish
- Martin AM Mauler
- Westland Wyvern